# Fronte Nazionale Algerino
Il Fronte Nazionale Algerino (in francese: Front national algérien - FNA; in arabo: الجبهة الوطنية الجزائرية, Jabhah al-Waṭaniyyah al-Jazā'iriyyah) è un partito politico algerino di orientamento conservatore-nazionale.

## Risultati elettorali
| Elezione          | Voti    | %    | Seggi    |
| ----------------- | ------- | ---- | -------- |
| Parlamentari 2002 | 235.066 | 3,17 | 8 / 389  |
| Parlamentari 2007 | 241.594 | 4,22 | 15 / 389 |
| Parlamentari 2012 | 198.544 | 2,60 | 9 / 462  |
| Parlamentari 2017 | 150.056 | 2,33 | 1 / 462  |
| Parlamentari 2021 | 1.207   | 0,03 | 1 / 462  |